# Vendée Poiré sur Vie Football
El Vandea Poiré sur Vie Football es un equipo de fútbol de Francia que juega en el Championnat National 3, el quinto torneo de fútbol más importante del país.

## Historia
Fue fundado en el año 1954 en la ciudad de Le Poiré-sur-Vie en Vendée y nunca han jugado en el Ligue 1.

## Jugadores

### Jugadores destacados
- Alexis Chauveau
- Anthony Guilleux
- Benjamin Guillou
- Maxime Pitra
- Richmond Forson